# Grotte de Lourdes (Vatican)
Pour les articles homonymes, voir Grotte de Lourdes (homonymie).

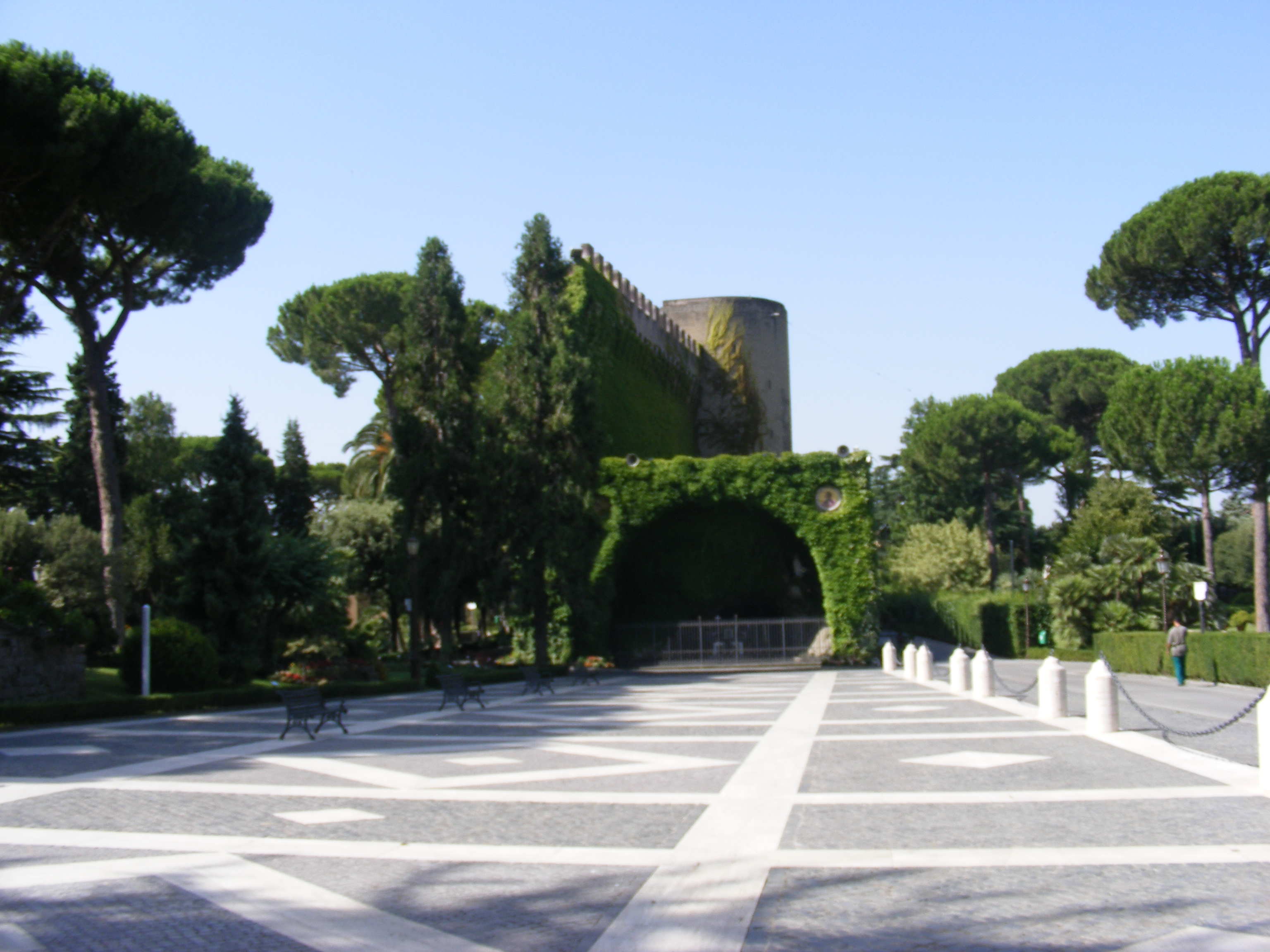
Vue de la grotte de Lourdes à partir des Jardins du Vatican

La grotte de Lourdes (en italien : Grotta di Lourdes, également Grotta della Madonna di Lourdes) au Vatican est une grotte artificielle située dans les jardins du Vatican. Elle est construite de 1902 à 1905 et est une réplique de la grotte de Massabielle à Lourdes en France. Le contexte de la construction de cette grotte est la vision de la Vierge par Bernadette Soubirous, à 18 reprises, entre le 11 février et le 16 juillet 1858. Auparavant, en 1854, le pape Pie IX avait promulgué le dogme de l'Immaculée Conception. 
Le pape François, au lendemain de sa nomination en tant que nouveau pontife, visite la grotte dans l'après-midi du 15 mars 2013 et prie devant la statue de la Vierge Marie.

## Histoire

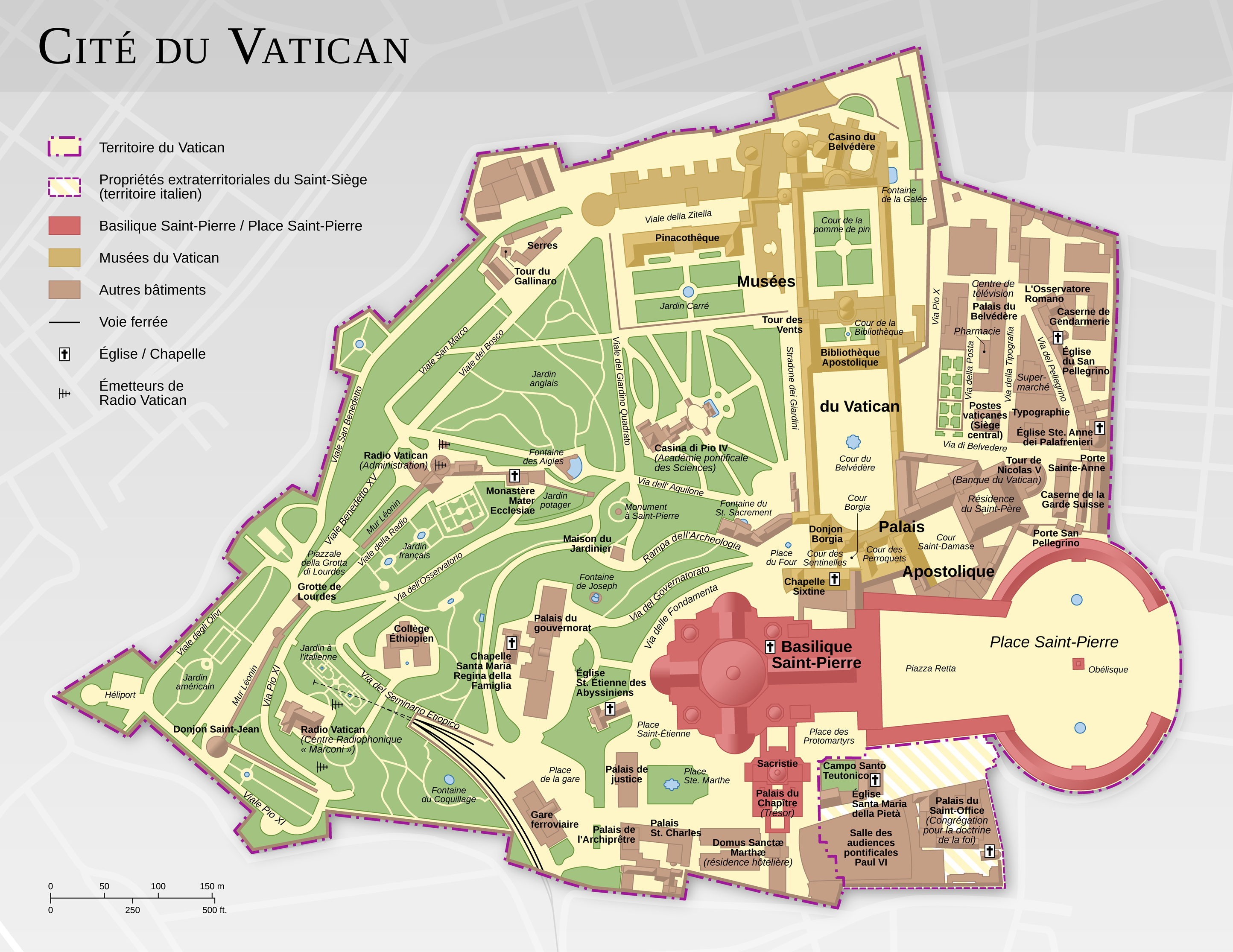
Carte du Vatican

Le contexte historique de la création d'une grotte dans les jardins du Vatican résulte du fait que, le 8 décembre 1854, le pape Pie IX proclame le dogme de l'Immaculée Conception. Celui-ci est encore accentué par les messages visionnaires donnés par la Vierge à Bernadette Soubirous, une jeune fille de 14 ans : «Elle» est «l'Immaculée Conception», un sanctuaire doit être créé pour elle à la grotte de Massabielle, à proximité de Lourdes. Ces visions apparaissent à Bernadette Soubirous, à 18 reprises.
Le pape Léon XIII demande une copie de la grotte de Lourdes. Celle-ci est offerte par la France, en 1902 au Pape Léon XIII. Le 1er juin 1902, l'évêque de Tarbes et de Lourdes, François-Xavier Schoepfer, présente la grotte de Lourdes, au pape Léon XIII, dans l'avant-dernière année de son pontificat. La reproduction dans les jardins du Vatican est faite par Constantin Sneider du palais apostolique. Le médaillon, inscrit à l'entrée de la grotte, fait par Sneider, représente l'image des deux papes. La construction de la grotte est facilitée par les missionnaires de l'Immaculée Conception du monde catholique. La cérémonie d'inauguration est suivie par des cardinaux, des évêques et un large public, quand Monseigneur Schoepfer enregistre la valeur universelle du cadeau. Une consécration officielle a lieu le 28 mars 1905 par le pape Pie X.

## Caractéristiques
La grotte de Lourdes, au Vatican, est plus petite que la grotte originale, mais elle est à une échelle appropriée. Les alentours de l'église sont également reproduits. La flèche de la grotte, qui est assez élevée, est accessible par deux escaliers, un de chaque côté. Toutefois, la flèche est condamnée à être démolie par Pie XI pour des raisons de sécurité. En 1962, les deux escaliers latéraux sont démolis sur ordre du pape Jean XXIII.  Avec ce changement, la grotte devient une structure simple avec un autel, offert au pape Jean XXIII, en 1960 et une petite statue de la Sainte Vierge,
entourée d’un rideau vert de vigne américaine (Parthenocissus tricuspidata). En-dessous de cette statue figure l'inscription du message de Marie à Bernadette Soubirous .
La cour, située devant la place de la grotte, est le lieu, pendant les années 1930, de la prestation de serment des nouvelles recrues de la garde suisse pontificale.
La grotte est située le long de la paroi de la tour Saint-Jean. À proximité de la grotte, se trouvent une fontaine dédiée à sainte Bernadette Soubirous mais aussi une plaque de marbre qui relate l'histoire, en latin, de la construction de la grotte.